# Vasil Bozhikov
Vasil Bozhikov (Gotse Delchev, Bulgaria, 2 de junio de 1988) es un exfutbolista búlgaro que jugaba como defensa.

## Trayectoria
Bozhikov es un defensa central puro pero que también puede jugar en otras posiciones como de lateral gracias a su velocidad.[cita requerida] Dispone de la nacionalidad búlgara y fue 38 veces internacional con la selección absoluta de su país.
Salió de la cantera del OFC Gigant Saedinenie para jugar en el PFC Minyor Pernik, de la primera división de Bulgaria.[cita requerida]

## Clubes
| Club                    | País       | Año       |
| ----------------------- | ---------- | --------- |
| PFC Minyor Pernik       | Bulgaria   | 2009-2012 |
| PFC Litex Lovech        | Bulgaria   | 2012-2015 |
| Kasımpaşa S. K.         | Turquía    | 2015-2017 |
| Š. K. Slovan Bratislava | Eslovaquia | 2017-2022 |

## Palmarés

### Títulos nacionales
| Título                  | Club                    | País       | Año  |
| ----------------------- | ----------------------- | ---------- | ---- |
| Copa de Eslovaquia      | Š. K. Slovan Bratislava | Eslovaquia | 2018 |
| Superliga de Eslovaquia | Š. K. Slovan Bratislava | Eslovaquia | 2019 |
| Superliga de Eslovaquia | Š. K. Slovan Bratislava | Eslovaquia | 2020 |
| Copa de Eslovaquia      | Š. K. Slovan Bratislava | Eslovaquia | 2020 |
| Superliga de Eslovaquia | Š. K. Slovan Bratislava | Eslovaquia | 2021 |
| Copa de Eslovaquia      | Š. K. Slovan Bratislava | Eslovaquia | 2021 |
| Superliga de Eslovaquia | Š. K. Slovan Bratislava | Eslovaquia | 2022 |